# 比尼卡
比尼卡（Binika），是印度奥里萨邦Sonapur县的一个城镇。总人口14537（2001年）。

## 人口
该地2001年总人口14537人，其中男性7435人，女性7102人；0—6岁人口1899人，其中男950人，女949人；识字率62.61%，其中男性为74.92%，女性为49.73%。